# Heteronotus stipatus
Heteronotus stipatus är en insektsart som beskrevs av Walker. Heteronotus stipatus ingår i släktet Heteronotus och familjen hornstritar. Inga underarter finns listade i Catalogue of Life.